# 제101차량화사단 트리에스테
제101차량화사단 "트리에스테"(101st Motorised Division Trieste)는 제2차 세계 대전에 참전한 이탈리아 육군의 차량화사단이다.
1939년 알바니아와 북아프리카를 거점으로 하는 차량화사단으로 창설되었으며 크루세이더 작전, 가잘라 전투, 제1차 엘 알라메인 전투, 알람 엘 할파 전투, 제2차 엘 알라메인 전투, 마레스선 전투, 와디아카리트 전투에 참전했다. 1943년 이탈리아가 연합국에게 항복을 선언하면서 해체되었다.

## 부대 편성
- 8기갑저격대대
- 11전차대대
- 65보병연대
- 66보병연대
- 21포병연대
- 52보병연대